# Шперплат
Шперплатът (от немски: Sperrplatte, букв. преградна плоскост) е може би един от най-широко разпространените видове слоеста дървесина. Намира приложение в производството на мебели и опаковки от дървесина, в строителството. Материалът може да се употребява многократно и има висока устойчивост на напукване, свиване, огъване, както и висока устойчивост на натоварване.

## Технология на производство
Шперплатът се получава от развиван фурнир или блинд, 3 или повече на брой листове (слоеве), завъртени на 90° и залепени един за друг с фенолови или меланинови лепила, което придава допълнителна якост на платната. Заради начина, по който листовете са слепени, огъването на шперплата е изключително трудно.
Импрегнирана с фенолова смола хартия се залепва двустранно върху шперплатните панели под въздействието на висока температура и налягане. Така положената хартия основно предпазва шперплатните листи от влага. Кантовете на листовете шперплат също се защитават от влага чрез обработка със силиконова боя.

## Хидрофобен шперплат – експлоатация и приложение
Кофражният шперплат е подходящ за приложение на открито – най-често за направа на бетонови кофражи (леене на бетон). Външният слой на кофражния шперплат най-често е ламинирано, гланцирано фолио, което е необходимо с цел да се получи гладка повърхност на бетонната плоча след декофриране. Преди работа с шперплата, неговата повърхност се обработва с кофражно масло, с цел по-лесното декофриране след това.

## Технически характеристики на хидрофобния шперплат
- Физико-механична издръжливост;
- Устойчивост срещу влага и триене;
- Стабилност по отношение на размерите;
- Ниска степен на набъбване;
- Многократна употреба при спазване на инструкциите за съхранение и ползване;
- Минимални загуби при употреба;
- Икономия на работна сила;
- Високо качество на повърхността на бетона;
- Лесно почистване за следваща употреба на шперплат.